# Solo (album de Louane)
Pour les articles homonymes, voir Solo.
Albums de Louane
Sentiments
(2020)
Singles
1. La pluie
Sortie : 27 juin 2024
2. Soleil
Sortie : 18 octobre 2024
3. Maman
Sortie : 15 mars 2025

Solo est le cinquième album de la chanteuse française Louane. Il est sorti le 25 octobre 2024 chez Island Def Jam. Le single La pluie est certifié or.

## Genèse de l'album
Louane dévoile le 25 octobre 2024 un nouvel album qui se veut comme l'un des plus intime de sa discographie. Porté par le single La pluie, cet album a été entièrement composé par Louane. Une tournée des Zéniths est prévue en 2025. 

## Promotion

### Singles
Le premier single de l'album est La pluie, sorti le 27 juin 2024. Le single devient disque d'or le 5 décembre 2024. 
Le second single de l'album est Maman, sorti le 15 mars 2025 et révélé au Stade de France dans le cadre de la participation de la France à l'Eurovision 2025. 

### Clips vidéo
En plus des singles, plusieurs clips vidéo ont été sortis pour accompagner des chansons de l'album :
- La pluie, le 28 juin 2024[4]
- Soleil, le 25 octobre 2024
- Maman, le 25 avril 2025[5]

## Liste des titres
| 1.  | Intro           |  |
| 2.  | Rien ne dure    |  |
| 3.  | La Pluie        |  |
| 4.  | Soleil          |  |
| 5.  | Reste           |  |
| 6.  | Douce           |  |
| 7.  | Toi             |  |
| 8.  | Souvenirs       |  |
| 9.  | Quand tu mens   |  |
| 10. | Sens            |  |
| 11. | Je pleure       |  |
| 12. | Tu le sais déjà |  |
| 13. | Solo            |  |
| 14. | Monde           |  |

### Certifications
| Titre    | Pays          | Certification | Ventes certifiées |
| -------- | ------------- | ------------- | ----------------- |
| La Pluie | France (SNEP) | Or            | 50 000            |